# Didier Guillaume
Didier Guillaume (Bourg-de-Péage, 11 maggio 1959 – Nizza, 17 gennaio 2025) è stato un politico francese, ministro di Stato del Principato di Monaco dal 2 settembre 2024 al 17 gennaio 2025.

## Biografia
Esordì in politica promuovendo la candidatura di François Mitterrand nella Drôme, suo dipartimento natale, in occasione delle elezioni presidenziali del 1981.
Dal 1992 al 1998 lavorò come consigliere regionale del Rodano-Alpi e nel 1995 entrò in carica come primo sindaco di sinistra di Bourg-de-Péage dopo quasi cinquant'anni.
Nella Drôme servì anche come consigliere generale (1998), presidente del consiglio generale (2004) e senatore (2008-2018), e nel 2008 venne eletto anche vicepresidente del gruppo socialista al Senato, carica ricoperta fino al 2011.
Divenne inoltre membro influente della Commissione per l'economia, lo sviluppo sostenibile e del territorio (CEDD). Annunciò il suo ritiro dall'attività politica a gennaio 2018, cambiando però idea a maggio per poi entrare a ottobre nel governo di Édouard Philippe in veste di ministro dell'agricoltura.
Con ordinanza sovrana del 4 luglio del 2024, è stato nominato ministro di Stato di Monaco, entrando in carica il 2 settembre.
È deceduto improvvisamente il 17 gennaio 2025 mentre si trovava da alcuni giorni in ospedale per un'operazione programmata.

## Vita privata
Aveva due figli.
Il 21 dicembre 2024, meno di un mese prima della sua morte, sposò civilmente a Monaco Béatrice Frecenon, già sua direttrice di gabinetto ministeriale.